# USS LST-223
O USS LST-223 foi um navio de guerra norte-americano da classe LST que operou durante a Segunda Guerra Mundial.